# Derajne, Kostopil
Derajne (în ucraineană Деражне) este localitatea de reședință a comunei Derajne din raionul Kostopil, regiunea Rivne, Ucraina.

## Demografie
Componența lingvistică a localității Derajne
     Ucraineană (98,91%)
     Alte limbi (1,1%)
Conform recensământului din 2001, majoritatea populației localității Derajne era vorbitoare de ucraineană (98,91%), existând în minoritate și vorbitori de alte limbi.